# Pfarrkirche St. Margarethen im Burgenland

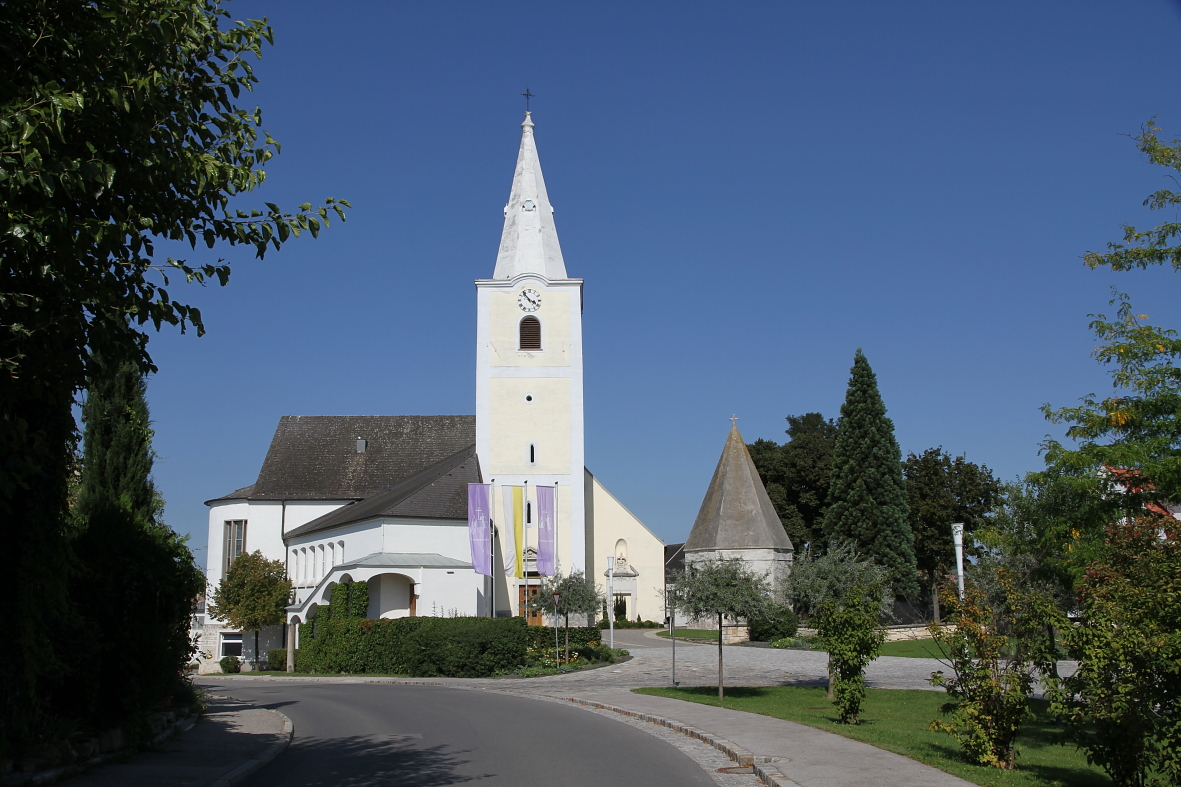
Kath. Pfarrkirche hl. Johannes der Täufer in St. Margarethen im Burgenland

Die römisch-katholische Pfarrkirche St. Margarethen im Burgenland steht auf einem Hügel im Ort in der ehemaligen Mittelachse des Angers in der Marktgemeinde Sankt Margarethen im Burgenland im Bezirk Eisenstadt-Umgebung im Burgenland. Die dem heiligen Johannes der Täufer geweihte Pfarrkirche gehört zum Dekanat Eisenstadt-Rust in der Diözese Eisenstadt. Die Kirche steht unter Denkmalschutz.

## Geschichte
Die Kirche wurde vielleicht aus den Resten der 1291 zerstörten Burg erbaut. Eine Kirche wurde 1436 urkundlich genannt. Die Kirche war zeitweise evangelisch und wurde 1587 wieder katholisch besetzt. 1683 und 1745 entstanden schwere Schäden durch Brand. 1959/1960 erfolgte mit dem Architekten Robert Kramreiter eine Erweiterung der Kirche. 1963 war eine Restaurierung.

## Architektur
Der gotische Kirchenbau hat einen im Kern mittelalterlichen Westturm mit einem steinernen Spitzhelm. Der eingezogene polygonal schließende Chor hat Strebepfeiler. Im Norden und Nordosten steht der Erweiterungsbau der Moderne mit farbigen Glasfenstern vom Maler Josef Mikl (1967 und 1970).

## Ausstattung
Der Hochaltar ist ein hoher klassizistischer Aufbau aus Sandstein mit kannelierten Säulen und Flachgiebel und zeigt das Altarbild Taufe Christi als Kopie nach Guido Reni. Die Orgel aus 1979 mit 14 Registern wurde von OÖ Orgelbauanstalt gebaut.